# تک‌رنگ‌بینی
تک‌رنگ‌بینی (انگلیسی: Monochromacy)، (از یونانی mono به معنی "یک" و chromo به معنی "رنگ") توانایی موجودات یا ماشین‌ها برای درک فقط شدت نور بدون توجه به ترکیب طیفی (رنگ) است. موجودات که تک‌رنگ‌بینی دارند تک‌رنگ‌بین نامیده می‌شوند.
بسیاری از پستانداران مانند آب‌بازسانان، میمون‌های شب و شیر دریایی استرالیایی تک‌رنگ‌بین هستند.
در انسان، فقدان دید رنگی یکی از چندین علامت دیگر بیماری‌های ارثی یا اکتسابی شدید، از جمله کوررنگی کامل یا تک‌رنگ مخروط آبی (Blue cone monochromacy) است که روی هم حدود ۱ نفر از ۳۰۰۰۰ نفر را مبتلا می‌کند. فرد مبتلا می‌تواند روشن، تیره و سایه‌های خاکستری را تشخیص دهد اما رنگ را نه.

## انسان
بینایی انسان به یک شبکیه دوتایی (Duplex retina) متکی است که از دو نوع یاخته گیرنده نوری تشکیل شده است. میله‌ها در درجه اول مسئول دید در تاریکی در نور کم و مخروط‌ها در درجه اول مسئول دید در روشنایی در نور روز هستند. برای تمام مهره‌داران شناخته شده، دید در تاریکی تک‌رنگ است، زیرا معمولاً تنها یک دسته از یاخته‌های میله‌ای وجود دارد. با این حال، وجود کلاس‌های مخروطی متعدد که به دید در روشنایی کمک می‌کنند، دید رنگی را در شرایط روز ممکن می‌سازد.
اکثر انسان‌ها دارای سه دسته مخروط هستند که هر کدام دارای کلاس متفاوتی از اپسین هستند. این سه اپسین دارای حساسیت‌های طیفی متفاوتی هستند که پیش نیاز سه‌رنگ‌بینی است. تغییر هر یک از این سه مخروط اپسین می‌تواند منجر به کوررنگی شود.
1. کوررنگی غیرعادی، زمانی که هر سه مخروط عملکردی هستند، اما یک یا چند مخروط در حساسیت طیفی آن تغییر می‌کند.
2. دورنگ‌بینی، زمانی که یکی از مخروط‌ها غیرکاربردی باشد و یکی از کانال‌های حریف قرمز-سبز یا آبی-زرد کاملاً غیرفعال باشد.
3. تک‌رنگ مخروطی (Blue cone monochromacy)، زمانی که دو تا از مخروط‌ها غیرکاربردی هستند و هر دو کانال مخالف رنگی غیرفعال می‌شوند. بینایی به سیاه، سفید و خاکستری کاهش می‌یابد.
4. میله تک‌رنگ‌بینی (کوررنگی کامل)، زمانی که هر سه مخروط غیرعملکردی هستند و بنابراین دید در روشنایی (و بنابراین دید رنگی) غیرفعال می‌شود.

تک‌رنگ‌بینی دید در روشنایی یکی از علائم تک‌رنگ مخروطی و تک‌رنگ‌میله‌ای است، بنابراین این دو حالت معمولاً در مجموع به‌عنوان تک‌رنگ‌بینی نامیده می‌شوند.

### تک‌رنگ‌بینی میله‌ای
تک‌رنگ‌بینی میله‌ای آر. ام (RM) که به آن کوررنگی کامل مادرزادی یا کوررنگی کامل نیز گفته می‌شود، شکل نادر و بسیار شدید یک اختلال ارثی چیرگی مغلوب شبکیه است که منجر به نقص بینایی شدید می‌شود. افراد مبتلا به آر. ام دارای حدت بینایی کاهش یافته هستند (معمولاً حدود ۰٫۱ یا ۲۰/۲۰۰)، کوررنگی کامل، نورهراسی و دودوئک دارند. دودوئک و نورهراسی معمولاً در ماه‌های اول زندگی وجود دارد و شیوع این بیماری در سراسر جهان ۱ در ۳۰۰۰۰ تخمین زده می‌شود. از آنجایی که بیماران مبتلا به آر. ام هیچ عملکرد مخروطی ندارند، آنها فاقد دید در روشنایی هستند، که کاملاً بر روی میله‌ها و دید در تاریکی خود تکیه می‌کنند، که لزوماً تک‌رنگ‌بینی است؛ بنابراین آنها نمی‌توانند هیچ رنگی را ببینند، اما فقط سایه‌های خاکستری را مشاهده می‌کنند.

### تک‌رنگ‌بینی مخروطی
تک‌رنگ‌بینی مخروطی سی. ام (CM) شرایطی است که با نمایش تنها یک دسته از مخروط‌ها تعریف می‌شود. یک تک‌رنگ‌بین مخروطی می‌تواند دید الگوی خوبی در سطوح معمولی نور روز داشته باشد، اما قادر به تشخیص رنگ‌ها نیست.
از آنجایی که انسان‌ها معمولاً سه دسته از مخروط‌ها را نشان می‌دهند، مخروط‌های تک‌رنگ‌بین می‌توانند به‌طور فرضی دید در روشنایی خود را از هر یک از آنها استخراج کنند، که منجر به سه دسته مخروط تک‌رنگ‌بین می‌شود:
1. تک‌رنگ‌بینی مخروط آبی (BCM) (Blue cone monochromacy)، همچنین به‌عنوان تک رنگ مخروط S شناخته می‌شود، یک بیماری مخروط شکل X مرتبط است.[۵] این یک سندرم مادرزادی نادر اختلال عملکرد مخروط ثابت است که کمتر از ۱ نفر از هر ۱۰۰۰۰۰ نفر را مبتلا می‌کند و با فقدان عملکرد مخروط ال و ام مشخص می‌شود.[۶] BCM از جهش در یک ژن اپسین ترکیبی قرمز یا قرمز-سبز، جهش در هر دو ژن اپسین قرمز و سبز یا حذف در LCR مجاور (منطقه کنترل مکان) در کروموزوم X حاصل می‌شود.[۳]
2. تک‌رنگ‌بینی مخروط سبز (GCM)، همچنین به‌عنوان تک رنگ مخروط M شناخته می‌شود، وضعیتی است که در آن مخروط‌های آبی و قرمز در حفره وجود ندارند. شیوع این نوع تک رنگی کمتر از ۱ در ۱ میلیون تخمین زده می‌شود.
3. تک‌رنگ‌بینی مخروط قرمز (RCM)، همچنین به‌عنوان تک رنگ مخروط L شناخته می‌شود، وضعیتی است که مخروط‌های آبی و سبز در حفره وجود ندارند. مانند GCM، شیوع RCM نیز کمتر از ۱ در ۱ میلیون تخمین زده می‌شود.

تک‌رنگ‌بینی مخروطی با عملکرد میله‌ای معمولی گاهی اوقات به دلیل دو رنگی شرطی، دید رنگی ملایمی از خود نشان می‌دهند. در شرایط مزوپیک (Mesopic vision)، هم میله‌ها و هم مخروط‌ها فعال هستند و فعل و انفعالات حریف (Opponent process) بین مخروط‌ها و میله‌ها می‌تواند دید رنگی کمی داشته باشد.
به گفته جی نیتز (Jay Neitz)، محقق بینایی رنگ در دانشگاه واشینگتن، هر یک از سه مخروط تشخیص رنگ استاندارد در شبکیه سه‌رنگ‌بین‌ها می‌توانند تقریباً ۱۰۰ درجه‌بندی رنگ را تشخیص دهند. مغز می‌تواند ترکیب این سه مقدار را پردازش کند تا انسان معمولی بتواند حدود یک میلیون رنگ را تشخیص دهد. بنابراین، یک تک‌رنگ‌بین می‌تواند حدود ۱۰۰ رنگ را تشخیص دهد.

## پستانداران
تا دهه ۱۹۶۰ باور عمومی بر این باور بود که بیشتر پستانداران خارج از نخستی‌سانان تک‌رنگ‌بین هستند. با این حال، در نیم قرن گذشته، تمرکز بر آزمایش‌های رفتاری و ژنتیکی پستانداران، شواهد گسترده‌ای از حداقل دید رنگی دورنگ‌بینی در تعدادی از راسته‌های پستانداران جمع‌آوری کرده است. امروزه معمولاً پستانداران دورنگ‌بین (دارای مخروط‌های S و L) فرض می‌شوند که تک‌رنگ‌بین‌ها به‌عنوان استثنا در نظر گرفته می‌شوند.
دو راسته پستانداران حاوی پستانداران دریایی دارای تک‌رنگ‌بینی هستند:
- فک (شامل فوک‌ها، شیرهای دریایی و گراز دریایی)
- آب‌بازسانان (از جمله دلفین‌ها و نهنگ‌ها)

برخلاف سه‌رنگ‌بینی که در بیشتر نخستی‌ها به نمایش گذاشته می‌شود (Evolution of color vision in primates)، میمون‌های شب (جنس Aotus) نیز تک‌رنگ‌بین هستند[نیازمند منبع]. چندین عضو از خانواده خرسکیان (راکون، راکون خرچنگ‌خوار و خرسک دم‌حلقه‌ای) و چند جونده به‌عنوان تک‌رنگ‌بین مخروطی نشان داده شده‌اند که عملکرد مخروط S را از دست داده‌اند (حفظ مخروط L).
نور موجود در زیستگاه یک حیوان تعیین‌کننده قابل توجهی برای بینایی رنگ پستانداران است. پستانداران دریایی، شب‌گرد یا لانه زیرزمینی، که نور کمتری را تجربه می‌کنند، فشار فرگشتی کمتری برای حفظ دورنگ‌بینی دارند، بنابراین اغلب تک‌رنگ‌بینی تکامل می‌یابند.[نیازمند منبع]
یک مطالعه اخیر با استفاده از تجزیه و تحلیل پی‌سی‌آر ژن‌های (OPN1SW), (OPN1LW) و (PDE6C) نشان داد که همه پستانداران در گروه شگفت‌بندان (به نمایندگی از تنبل‌ها، مورچه‌خواران و آرمادیلوس‌ها) تک‌رنگ‌بینی میله‌ای را از طریق یک جد ساقه ایجاد کردند.